# Бор (Весьегонский район)
Бор — деревня в Весьегонском муниципальном округе Тверской области.

## География
Деревня находится в северо-восточной части Тверской области на расстоянии приблизительно 17 км на юго-запад по прямой от районного центра города Весьегонск.

## История
Известна с 1627—1629 годов как пустошь, как деревня с 1745 года с карельским населением.
Дворов 17 (1859 год), 21 (1889), 35 (1931), 27 (1963), 17 (1993), 5 (2008),. До 2019 года входила в состав Ивановского сельского поселения до упразднения последнего.

## Население
Численность населения: 100 человек (1859 год), 109 (1889), 144 (1931), 91 (1963),, 11 (русские 100 %) в 2002 году, 17 в 2010.